# Scioa settentrionale
Lo Scioa settentrionale è una delle zone amministrative in cui è suddivisa la Regione di Oromia in Etiopia.

## Woreda
La zona è composta da 14 woreda:
1. Abichugna Gne'a
2. Aleltu
3. Debre Libanos
4. Degem
5. Dera
6. Fiche town
7. Gerar Jarso
8. Hidabu Abote
9. Jida
10. Kimbibit
11. Kuyu
12. Wara Jarso
13. Wuchale
14. Yaya Gulele